# Morella esculenta
Morella esculenta är en porsväxtart som först beskrevs som Myrica esculenta av Francis Buchanan-Hamilton, och fördes till släktet Morella av Ian Mark Turner 2001. Inga underarter finns listade i Catalogue of Life.
Namnet betraktas som oklart eller flertydigt.